# Список умерших в 542 году

## Август
- 27 августа — Цезарий Арелатский, епископ Арля (502—542).

## Дата смерти неизвестна или требует уточнения
- Витигес, король остготов (536—540).
- Диармайд с Инис Клотранн, аббат Инис Клотранна (совр. Инишклохранн, Север-Чёрч-Айленд), святой.
- Трибониан, византийский юрист.